# Z ostatniej chwili
Z ostatniej chwili (tytuł oryg. Daai si gin) – hongkońsko–chiński film sensacyjny w reżyserii Johnniego To, którego premiera odbyła się 22 maja 2004 roku.
Film zarobił 978 788 dolarów amerykańskich w Hongkongu.

## Obsada
Źródło: Filmweb

- Richie Ren – Yuan
- Simon Yam
- Benz Hui
- Cheung Siu-fai
- Nick Cheung – Heng
- Kelly Chen – Rebecca
- Lam Suet
- Maggie Siu
- You Yong – Chuan
- Haifeng Ding – Long
- Haitao Li – Chung
- Chi Wai Wong – Wong
- Wah Wo Wong – Białowłosy

## Nagrody i nominacje
Źródło: Internet Movie Database
| Rok  | Miejsce                                             | Nagroda              | Kategoria                | Odbiorcy i nominowani | Wynik     |
| ---- | --------------------------------------------------- | -------------------- | ------------------------ | --------------------- | --------- |
| 2004 | Kataloński Międzynarodowy Festiwal Filmowy w Sitges |                      | Best Director            | Johnnie To            | Wygrana   |
| 2004 | Kataloński Międzynarodowy Festiwal Filmowy w Sitges | Best Film            | Johnnie To               | Nominacja             |           |
| 2004 | Golden Horse Film Festival                          | Golden Horse Award   | Best Director            | Johnnie To            | Wygrana   |
| 2004 | Golden Horse Film Festival                          | Golden Horse Award   | Best Editing             | David M. Richardson   | Wygrana   |
| 2004 | Golden Horse Film Festival                          | Golden Horse Award   | Best Film                |                       | Nominacja |
| 2004 | Golden Horse Film Festival                          | Golden Horse Award   | Best Action Choreography | Bun Yuen              | Nominacja |
| 2004 | Golden Horse Film Festival                          | Golden Horse Award   | Best Visual Effects      | Stephen Ma            | Nominacja |
| 2005 | Hong Kong Film Critics Society Awards               |                      | Film of Merit            |                       | Wygrana   |
| 2005 | Changchun Film Festival                             | Golden Deer          | Best Director            | Johnnie To            | Wygrana   |
| 2005 | Hong Kong Film Awards                               | Hong Kong Film Award | Best Picture             |                       | Nominacja |
| 2005 | Hong Kong Film Awards                               | Hong Kong Film Award | Best Director            | Johnnie To            | Nominacja |
| 2005 | Hong Kong Film Awards                               | Hong Kong Film Award | Best Supporting Actress  | Maggie Shiu           | Nominacja |
| 2005 | Hong Kong Film Awards                               | Hong Kong Film Award | Best Film Editing        | David M. Richardson   | Nominacja |